# Danh sách cầu thủ tham dự Cúp bóng đá Ả Rập 2002

## Bảng B

### Liban
- Huấn luyện viên:  Richard Tardy

| Số | VT | Cầu thủ          | Ngày sinh (tuổi) | Trận | Bàn | Câu lạc bộ |
| -- | -- | ---------------- | ---------------- | ---- | --- | ---------- |
|    |    | Fouad Hijazi     |                  |      |     |            |
|    |    | Bilal Hajo       |                  |      |     |            |
|    |    | Imad Al Miri     |                  |      |     |            |
|    |    | Ahmed Al-Naamani |                  |      |     |            |
|    |    | Mohamed Halawi   |                  |      |     |            |
|    |    | Mohammad Kassas  |                  |      |     |            |
|    |    | Moussa Hojeij    |                  |      |     |            |
|    |    | Haitham Zein     |                  |      |     |            |
|    |    | Malek Hassoun    |                  |      |     |            |
|    |    | Fouad Hijazi     |                  |      |     |            |
|    |    | Fadi Ghoson      |                  |      |     |            |
|    |    | Hagob Donabedian |                  |      |     |            |
|    |    | Ziad Al-Samad    |                  |      |     |            |
|    |    | Buddy Farah      |                  |      |     |            |
|    |    | Faisal Antar     |                  |      |     |            |
|    |    | Roda Antar       |                  |      |     |            |
|    |    | Abbas Ahmed Atwi |                  |      |     |            |
|    |    | Youssef Mohamad  |                  |      |     |            |
|    |    | Nazih Tay        |                  |      |     |            |